# (56629) 2000 KV
(56629) 2000 KV este un asteroid din centura principală, descoperit pe 25 mai 2000 de Paul Comba.